# Hypotekskassan för bruksägare
Hypotekskassan för bruksägare (vars officiella namn var Bruksegares hypotekskassa) grundades 1833 i Stockholm med ändamål att på billiga villkor ge möjlighet till erhållande av lån mot inteckning i bruksegendom. Den upphörde 1884. 